# Topo Galileo
Pour plus de détails, voir Fiche technique et Distribution.
Topo Galileo est un film italien réalisé par Francesco Laudadio et sorti en 1988.

## Fiche technique
Sauf indication contraire, les informations mentionnées dans cette section peuvent être confirmées par la base de données cinématographiques IMDb,  présente dans la section « Liens externes ».
- Titre original : Topo Galileo[2]
- Réalisateur : Francesco Laudadio
- Scénario : Stefano Benni
- Photographie : Gianlorenzo Battaglia
- Montage : Ugo De Rossi (it)
- Musique : Fabrizio De André, Mauro Pagani
- Décors : Luciano Puccini (it)
- Société de production : Reteitalia
- Pays de production :  Italie
- Langue originale : italien
- Format : Couleurs[2]
- Durée : 98 minutes[2]
- Genre : Comédie à l'italienne
- Dates de sortie :
  - Italie : 19 février 1988

## Distribution
- Beppe Grillo : Giuseppe Maria Galileo
- Jerry Hall : Doctoresse 18
- Paolo Bonacelli : Professeur Zitti
- Eros Pagni : Le directeur de la centrale nucléaire
- Mino Bellei : Général 13
- Renato Cecchetto : Monsieur 100
- Michele Mirabella : Le présentateur télé
- Athina Cenci : Le ministre de la défense
- Dagmar Lassander : Comtesse Faggiano
- Claudio Bisio : L'assistant de la doctoresse 18

## Exploitation
Malgré la présence de plusieurs vedettes, comme Jerry Hall ou Beppe Grillo dont c'est le dernier film, Topo Galileo est un bide retentissant,,